# 人種のるつぼ

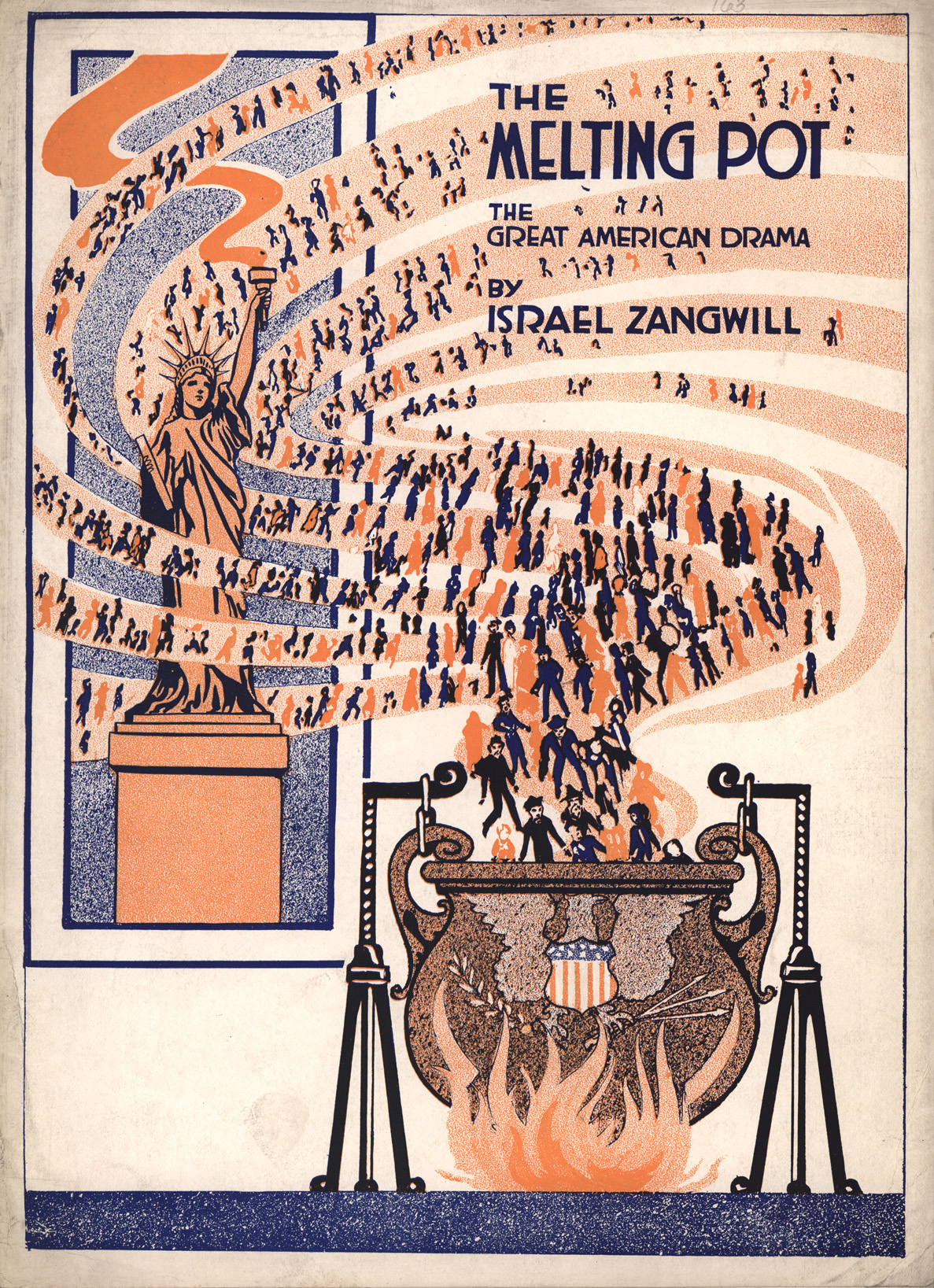
ザングウィルの戯曲「坩堝（るつぼ）」

人種のるつぼ（じんしゅのるつぼ、英: melting pot）とは、多種多様な人種が混在して暮らしている都市、またはその状態を表す言葉。民族のるつぼや文化のるつぼともいう。

## 概要
イズレイル・ザングウィルの戯曲の名前から来ている。多民族国家アメリカ合衆国を象徴する言葉として有名である。それぞれの文化が互いに混じり合って同化し、結果として一つの独特な共通文化を形成していく社会（文化多元主義）を指す。
以前はニューヨークのような都市に対して、そうした状態を形容する言葉として用いられていた。
しかし、ニューヨークの実態はそれぞれの文化が共存してはいるものの混じり合うことはない多文化主義とする見方もあり、「混ぜても決して溶け合うことはない」という意味から共通文化を形成していくるつぼに対して並立共存の状態を強調した「サラダボウル」が用いられるようになった。そのため最近では、「人種のサラダボウル」と言われる方が多い。

## カナダ
カナダでは、「一つの皿に入れる」ことを強要しないため、「パッチワーク」と表現されることもある。